# أسالم
أسالم هي مدينة إيرانية تقع في محافظة جيلان في شمال إيران.
يبلغ عدد سكانها 3,347 حسب احصاء عام 2006 م.